# Икарус ИК-2
Икарус ИК-2 је југословенски ловачки авион који је конструисан у прелазном периоду између двокрилаца са неувлачивим стајним трапом и једнокрилаца са увлачивим. ИК-2 је имао високо постављена пулавски-крила са упорницама и са класичним, неувлачивим стајним органима, са репним точком.
Наоружање и покретљивост авиона су били добри, али је у вријеме Априлског рата 1941. авион већ био застарио и заостајао у брзини, што га је чинило инфериорнијим у борби са савременијим ловцима као што је немачки Ме-109. Конструктори ловца ИК-2 су међутим били свјесни брзих промјена у свијету ваздухопловне науке и технологије 30-их година 20. вијека и сходно томе су почели да развијају ИК-3, чији је прототип полетио и прије него је ИК-2 ушао у наоружање Војног Ваздухопловства Краљевине Југославије - ЈКРВ.

## Развој
ИК-2 је настао као пројекат инжењера Љубомира Илића и Косте Сивчева. Први пут је полетио 22. априла 1935. као прототип.
Први прототип ИК-Л1 био је спреман за испитивање 1935. године. Авион је био опремљен једним линијским мотором Хиспано Суиза 12Ycrs (енгл. Hispano Suiza), снаге 860 KS, 640 kW, а наоружан је био са топом Хиспано Суиза HS-404 калибра 20 mm са 60 граната уграђеним испод мотора и са 2 митраљеза 7,92 mm, Дарне (фр. Darne), уграђена са сваке стране мотора по један.
Заговорник двокрилца, капетан Леонид Бајдак је испитивао ИК-1 у лету. Током испитивања, у току трећег лета, авион у понирању изгубио могућност управљања, па је претрпео тежак удес. Пилот Бајдак је преживио удес и дао је оцену да авион ИК-1 није погодан за ловачки авион. Истрага удеса је показала да је проблем настао као последица лошег квалитета шивења једног шава на платну оплате крила с којом је крило било превучено, па је донета одлука о наставку испитивања у лету с другим прототипом, ИК-2. Такође је утврђено да је Бајдак прекорачио предвиђено оптерећење у маневру за први прототип, али је због повећања поузданости у другом прототипу ојачана структура.
Други прототип је имао металну оплату, а за лет је био спреман у јуну 1936. године. Нови пробни пилот, Добникар извршио је прелиминарне испитне летове, укључујући и симултану борбу против двокрилца Хокер фјуриа на којем је летио капетан Бајдак. ИК-2 је показао боље борбене карактеристике и са тиме је охрабрио младе конструкторе авиона.

### Технички опис
Конструкција је била слична пољском ПЗЛ П.8 с којим дели преломљено, такозвано Галебово крило, дајући пилоту одличан поглед. Крила су са сваке стране била ојачана са по две упорнице. Фиксни стајни трап (с репним точком) извучен је изван упорница. Отворена пилотска кабина била је смештена иза крила. Репне површине (хоризонтални стабилизатор) је такође био одоздо ојачан с упорницом са сваке стране репног дела трупа, а с горње стране причвршћен је с две сајле за вертикални стабилизатор. Корак трокраке елисе подешавао се ручно, на земљи пре лета, према врсти задатка у планираном лету.

## Оперативна употреба
На темељу резултата прелиминарних испитивања, Ратно ваздухопловство Краљевине Југославије је одобрило производњу 12 ловаца ИК-2, који су испоручени Војном Ваздухопловству Краљевине Југославије 1939. године.

### ИК-2 у Априлском рату 1941. године
ИК-2 ловци су били у саставу 107. ескадриле 4. ловачког пука у току Априлског рата 1941. године, стационирани на аеродрому Босански Александровац у сјеверозападној Босни. Уз осам Икаруса ИК-2 авијацију су сачињавали и 18 Хокер харикена. На дан 7. априла 1941, 5 ИК-2 ловаца заједно са 5 Хокер харикена је учествовало у борби против многобројних (27) њемачких ловаца близу аеродрома Ровине, недалеко од Бање Луке. Неколико ИК-2 је оборено у овом сукобу и надаље су кориштени у нападима на њемачке копнене јединице.
ИК-2 ловци који су пали у немачке руке (четири комада) су предати ваздухопловству „НДХ“ које их је користило током даљег рата против партизана, четника и цивилног становништва.
Шта о авиону ИК-2 каже један од његових копројектаната К.Сивчев у.
"ИК-2" је поново израђени "ИК-1", само са металном уместо платнене оплате крила; иначе једносед, раменокрилни једнокрилац, са упорницама, потпуно металне конструкције са неувлачећим стајним трапом, са мотором Hispano Suiza 12Y од 860 KS. Наоружање - 1 топ калибра 20 mm кроз осу елисе и 2 синхронизована митраљеза кал.7,92 mm.
Иако је прототип "ИК-2" успео и свог тада јединог конкурента у такмичењу тукао и у перформансама и у наоружању, ипак је у фабрици Икарус израђена само једна пробна серија за једну ескадрилу, док је конкурент Hawker "Fury" рађен у серији у лиценци која је купљена. Страни капитал се показао јачи од домаће конструкције и фабрикације. Задњи примерци авиона "ИК-2" били су у употреби још и за време Другог светског рата.

## Перформансе
- Максимална брзина: 435 km/h на висини од 5000 m.
- Брзина крстарења: 250
- Максимална висина лета (плафон): 12000
- Долет: 700

## Макетарство
- „Ikarus IK-2“, Czech Master Resin's 1/72 scale by Mark Davies.